# アドルフ・チェフ
アドルフ・チェフ（チェコ語: Adolf Čech、1841年12月11日 - 1903年12月27日）は、チェコの指揮者。
アントニン・ドヴォルザーク、ベドルジハ・スメタナ、ズデニェク・フィビフら、チェコ（チェコ国民楽派）を代表する作曲家の数々の作品の初演で指揮を担当している。特に、ドヴォルザークの作品では、交響曲第2番、第5番、第6番や、4本のオペラ、スターバト・マーテルなど数々の作品の初演で指揮を担当している。また、スメタナの連作交響詩『わが祖国』、4本のオペラもチェフが初演を担当している。
また、これらに加えて、チェフはピョートル・チャイコフスキーの2本のオペラのロシア国外初上演や、ジャック・オッフェンバックの7本のオペレッタのチェコ初上演などでも指揮を担当している。
このように、指揮者として功績を残しているチェフであるが、指揮者だけでなく、バス歌手や、リブレットの翻訳家としても活動していた。

## 経歴
アドルフ・チェフは、1841年12月11日、オーストリア帝国（現・チェコ）のプラハの南に位置する街・セドレツ＝プルチツェで、歌唱教師の息子として生まれた。出生名は、アドルフ・ヤン・アントニーン・タウシク (Adolf Jan Antonín Tausik)。兄弟に、後に歌手として活動するカレル・チェフがいる。チェフは音楽家になる前は、プラハでエンジニアになる勉強をしていた。1862年より、仮劇場の聖歌隊指揮者兼副指揮者となった。同劇場でチェフは、ジュゼッペ・ヴェルディの『イル・トロヴァトーレ』、ガエターノ・ドニゼッティの『ベリザーリオ』、ジョアキーノ・ロッシーニの『オテッロ』、アルベルト・ロルツィングの『ロシア皇帝と船大工』、ジャコモ・マイアベーアの『ディノラ』、フリードリッヒ・フォン・フロトーの『マルタ』や『アレッサンドロ・ストラデッラ』といったオペラの指揮を担当した。1862年から1866年までは、バス歌手としても活動しており、オペラ中の小さなソロを担当している。例えば、『セビリアの理髪師』（ロッシーニ）のバジリオ、『ユグノー教徒』（マイアベーア）のマルセル、『グラナダの夜営』（コンラディン・クロイツァー）のペドロ、『イル・トロヴァトーレ』（ヴェルディ）のルイスなどの役をこなしている。1864年には、ウジェーヌ・スクリーブが書いた『ユダヤの女』（ジャック・アレヴィ）のリブレットをチェコ語に翻訳したり、ジャック・オッフェンバックの『地獄のオルフェ』のチェコ初演も行っている。
1865年から1866年の間、オロモウツのチェコ劇場に代理指揮者として赴任していた。1867年になって、仮劇場に戻る。そこで、主にコミックオペラの指揮によって、チェフの名は徐々に有名になった。チェフは、オッフェンバックの『盗賊』（1870年）、『トレビゾンド姫』（1871年）、『雪だるま』（1872年）、『密猟者』、『青ひげ』（1874年）、『美しきエレーヌ』（1875年）の指揮をしている。
1873年には、ロベルト・シューマンの『交響曲第3番』のプラハ初演で指揮している。
1874年夏に、仮劇場の芸術監督を務めていたスメタナが体調を崩し、仕事が出来なくなると、チェフはスメタナの代理として指揮台に立った。スメタナが同年秋に正式に仮劇場から退くと、後任にはスメタナと激しく対立していたヤン・ネポムク・マイールが復帰する形で就任した。
チェフは、1875年4月4日、スメタナの『ヴルタヴァ』の初演を指揮を担当した。同曲は、後に全6曲からなる連作交響詩『わが祖国』の第2曲となる楽曲で、1882年に全曲通しての初演が行われた。この初演時もチェフは指揮者としてステージに立った。
1876年には、ドヴォルザークのオペラ『プルジェデフラ・ヴァンダ』を初演し、12月18日には『弦楽セレナーデ』も初演した。これと同じコンサート（もしくは1877年3月17日） に、スメタナの交響詩『シャールカ』を初演している   。同曲は、『わが祖国』の第3曲となる楽曲である。
チェフは、この時期にスメタナのオペラの初演でも指揮を行っており、『口づけ』（1876年11月7日）、『秘密』（1878年11月18日）の初演で指揮をしている。加えて、『二人のやもめ』の改訂版初演（1878年3月17日）でも指揮者を務めている。
ドヴォルザークは、1876年の8月から9月の間に、『ピアノ協奏曲』を作曲した。この楽曲は、カレル・スラフコフスキーの依頼で作曲され、初演時はスラフコフスキーのピアノで行われた。この時、チェフが指揮をしている。1879年3月25日、ドヴォルザークの『交響曲第5番』、4月23日に『祝典行進曲 ハ長調』の初演も行っている。更には、同年5月16日には、ドヴォルザークの『チェコ組曲』を初演。このコンサートでは、『スラヴ舞曲第1集 第1番、第2番、第4番』の管弦楽版初演も行っている。
1880年12月23日には、プラハの音楽芸術協会の定期演奏会で、ドヴォルザーク初の宗教をテーマにした楽曲である『スターバト・マーテル』を初演した。
ドヴォルザークの『交響曲第6番』の上演は、トラブルが原因で、チェフに初演の指揮が回ってきた。元々、ドヴォルザークは同曲の作曲を依頼したハンス・リヒターに献呈した。そして当初は、リヒターが1880年12月末にウィーン・フィルハーモニー管弦楽団と初演する計画であった。ところが、リヒターが私生活において事情が出来たこと、当時のウィーンにおける反チェコ感情などがあったこと、更にはドヴォルザークが事実上ウィーンでは無名の存在であったこと（当時、ドヴォルザークの交響曲で出版されたものは無かった）などの事情が合わさり、何度も延期されることとなった。結局、ドヴォルザークは、チェフの初演の申し出に応じ、1881年3月25日にプラハで同曲は初演、チェフが指揮した。最終的に、ウィーンでは1883年まで演奏されることはなく、リヒターの指揮ではなかった。リヒター自身はこの曲の指揮を何度も行ったが、ウィーンで指揮することは一度もなかった。
チェフが所属していた仮劇場は、1881年6月11日に国民劇場が開場し、チェフは仮劇場から引き続き国民劇場に所属することになった。国民劇場開場時のこけら落としでは、スメタナの『リブシェ』が上演され、チェフが指揮を行っている 。翌1882年10月29日には、スメタナのオペラ『悪魔の壁』を初演。ただし、このオペラの初演は、オペラ自体の難しさに加えて、リハーサル不足なども相まって失敗に終わっている。このオペラの初演の失敗から数日後、11月5日には、スメタナの連作交響詩『わが祖国』の全6曲通しての初演で指揮棒を振るった。この初演は成功を収めている。
1882年7月28日、チェフはピョートル・チャイコフスキーのオペラのロシア国外初演、『オルレアンの少女』のチェコ初演でも指揮を行っている。
1883年に、チェフは仮劇場（その後、国民劇場）の首席指揮者となり、1900年までその地位にあった。
1884年3月28日、ズデニェク・フィビフのオペラ『メッシーナの花嫁』を初演。1885年には、リヒャルト・ヴァーグナーのオペラ『ローエングリン』を国民劇場初上演。チェフは、この後、1894年にヴァーグナーの『ニュルンベルクのマイスタージンガー』の国民劇場初上演でも指揮をしている。
1887年6月15日、ドヴォルザークのオペラ『王様と炭焼き』改訂3版の初演をしている。
同年11月2日、ヴォルフガング・アマデウス・モーツァルトの『ドン・ジョヴァンニ』世界初演100年祭でも指揮している。
1888年3月、チェフはドヴォルザークの『交響曲第2番』を初演。同曲は1865年に完成していたが、その際には初演されることなく、いくらか改訂をくわえて、初演された。この初演が、ドヴォルザーク存命中に行われた『交響曲第2番』の唯一の上演であった。この初演で、チェフはドヴォルザークの交響曲を3曲初演したことになり、結果的にドヴォルザークの交響曲を最も多く初演した指揮者となった。
チェフは、チャイコフスキーのオペラ『エフゲニー・オネーギン』のチェコ初上演のために、オーケストラの練習で指揮を行っている。これは、同オペラのロシア国外初上演でもあり、台本はマリエ・チェルヴィンコヴァー＝リエグロヴァーによってチェコ語に翻訳されたものを使用した。ただし、1888年12月6日のチェコ初上演では、指揮を作曲者でもあるチャイコフスキーが担っている。1892年10月12日には、チャイコフスキーのオペラ『スペードの女王』（チェコ語翻訳版）の国民劇場でのチェコ初上演でも指揮を行っている。この初上演は作曲者であるチャイコフスキーも観劇している。
1893年には、スメタナのオペラ『売られた花嫁』をベルリンで初上演し、大きな成功を収めた。
1897年12月28日、フィビフのオペラ『シャールカ』の初演を国民劇場で行う。1898年6月19日、ドヴォルザークのオペラ『ジャコバン党員』改訂版の初演を行った。同年8月6日には、ユリウス・ゼイエルの劇『ラドゥースとマフレナ』の付随音楽（ヨセフ・スク作曲）を初演。1899年4月23日、ドヴォルザークのオペラ『悪魔とカーチャ』を初演した。
1903年12月27日にプラハで死去。62歳没。遺体は、プラハのオルシャンスケー墓地に埋葬された。

## チェフが指揮した主な初演
|                  | 上演日                           | ジャンル   | 日本語タイトル                       | 原語タイトル                          | 作曲者                       | 備考                        |
| ---------------- | -------------------------------- | ---------- | ------------------------------------ | ------------------------------------- | ---------------------------- | --------------------------- |
| チェコ初上演     | 1864年                           | 歌劇       | 地獄のオルフェ                       | Orpheé aux Enfers                     | ジャック・オッフェンバック   |                             |
| チェコ初上演     | 1870年                           | 歌劇       | 盗賊                                 | Les brigands                          | ジャック・オッフェンバック   |                             |
| チェコ初上演     | 1871年                           | 歌劇       | トレビゾンド姫                       | La Princesse de Trébizonde            | ジャック・オッフェンバック   |                             |
| チェコ初上演     | 1872年                           | 歌劇       | 雪だるま                             | Boule de neige                        | ジャック・オッフェンバック   |                             |
| チェコ初上演     | 1873年                           | 歌劇       | 密猟者                               | Les braconniers                       | ジャック・オッフェンバック   |                             |
| チェコ初上演     | 1874年                           | 歌劇       | 青ひげ                               | Barbe-bleue                           | ジャック・オッフェンバック   |                             |
| チェコ初上演     | 1874年                           | 歌劇       | 美しきエレーヌ                       | La belle Hélène                       | ジャック・オッフェンバック   |                             |
| プラハ初上演     | 1875年                           | 管弦楽曲   | 交響曲第3番『ライン』                | Symphonie Nr. 3 "Rheinische"          | ロベルト・シューマン         |                             |
| 世界初上演       | 1875年4月4日                     | 管弦楽曲   | ヴルタヴァ                           | Vltava                                | ベドルジハ・スメタナ         | 連作交響詩『わが祖国』第2曲 |
| 世界初上演       | 1876年4月17日                    | 歌劇       | プルジェデフラ・ヴァンダ             | Předehra Vanda                        | アントニン・ドヴォルザーク   |                             |
| 世界初上演       | 1876年11月7日                    | 歌劇       | 口づけ                               | Hubička                               | ベドルジハ・スメタナ         |                             |
| 世界初上演       | 1876年12月10日                   | 室内楽曲   | 弦楽セレナーデ                       | Smyčcová serenáda                     | アントニン・ドヴォルザーク   |                             |
| 世界初上演       | 1876年12月10日 1877年3月17日説有 | 管弦楽曲   | シャールカ                           | Šárka                                 | ベドルジハ・スメタナ         | 連作交響詩『わが祖国』第3曲 |
| 改訂版初上演     | 1878年3月17日                    | 歌劇       | 二人のやもめ                         | Dve vdovy                             | ベドルジハ・スメタナ         | 改訂最終版                  |
| 世界初上演       | 1878年3月24日                    | 室内楽曲   | ピアノ協奏曲                         | Koncert pro klavír a orchestr         | アントニン・ドヴォルザーク   |                             |
| 世界初上演       | 1878年9月18日                    | 歌劇       | 秘密                                 | Tajemství                             | ベドルジハ・スメタナ         |                             |
| 世界初上演       | 1879年3月25日                    | 管弦楽曲   | 交響曲第5番                          | Symfonie č. 5                         | アントニン・ドヴォルザーク   |                             |
| 世界初上演       | 1879年4月23日                    | 管弦楽曲   | 祝典行進曲                           | Slavnostní pochod                     | アントニン・ドヴォルザーク   |                             |
| 世界初上演       | 1879年5月16日                    | 管弦楽曲   | チェコ組曲                           | Česká suita                           | アントニン・ドヴォルザーク   |                             |
| 世界初上演       | 1879年5月16日                    | 管弦楽曲   | スラヴ舞曲第1集、第1番、第2番、第4番 | Slovanské tance I. řada Č.1, Č.2, Č.4 | アントニン・ドヴォルザーク   | 管弦楽編曲版                |
| 世界初上演       | 1880年12月23日                   | 教会音楽   | スターバト・マーテル                 | Stabat Mater                          | アントニン・ドヴォルザーク   |                             |
| 世界初上演       | 1881年3月25日                    | 管弦楽曲   | 交響曲第6番                          | Symfonie č. 6                         | アントニン・ドヴォルザーク   |                             |
| 世界初上演       | 1881年6月11日                    | 歌劇       | リブシェ                             | Libuše                                | ベドルジハ・スメタナ         |                             |
| ロシア国外初上演 | 1882年7月28日                    | 歌劇       | オルレアンの少女                     | Орлеанская дева                       | ピョートル・チャイコフスキー |                             |
| 世界初上演       | 1882年10月29日                   | 歌劇       | 悪魔の壁                             | Čertova stěna                         | ベドルジハ・スメタナ         |                             |
| 世界初上演       | 1882年11月5日                    | 管弦楽曲   | わが祖国                             | Má Vlast                              | ベドルジハ・スメタナ         |                             |
| 世界初上演       | 1884年3月28日                    | 歌劇       | メッシーナの花嫁                     | Nevěsta messinská                     | ズデニェク・フィビフ         |                             |
| 改訂版初上演     | 1887年6月15日                    | 歌劇       | 王様と炭焼き                         | Král a uhlíř                          | アントニン・ドヴォルザーク   | 第3改訂版                   |
| 世界初上演       | 1888年3月11日                    | 管弦楽曲   | 交響曲第2番                          | Symfonie č. 2                         | アントニン・ドヴォルザーク   |                             |
| ロシア国外初上演 | 1892年10月23日                   | 歌劇       | スペードの女王                       | Пи́ковая дама                          | ピョートル・チャイコフスキー |                             |
| ベルリン初上演   | 1893年                           | 歌劇       | 売られた花嫁                         | Prodaná nevěsta                       | ベドルジハ・スメタナ         |                             |
| 世界初上演       | 1897年12月28日                   | 歌劇       | シャールカ                           | Šárka                                 | ズデニェク・フィビフ         |                             |
| 改訂版初上演     | 1898年6月19日                    | 歌劇       | ジャコバン党員                       | Jakobín                               | アントニン・ドヴォルザーク   |                             |
| 世界初上演       | 1898年8月6日                     | 劇付随音楽 | 劇付随音楽『ラドゥースとマフレナ』   | Radúz a Mahulena                      | ヨセフ・スク                 |                             |
| 世界初上演       | 1899年6月19日                    | 歌劇       | 悪魔とカーチャ                       | Čert a Káča                           | アントニン・ドヴォルザーク   |                             |